# NGC 814
NGC 814 je galaksija u zviježđu Kit.

## Vanjske poveznice
- SEDS: NGC 814